# Owen Watkin
Owen Paul Watkin (Bridgend, 12 de octubre de 1996) es un jugador británico de rugby que se desempeña como centro y juega en los Ospreys del United Rugby Championship. Es internacional con los Dragones rojos desde 2017.

## Selección nacional
Warren Gatland lo convocó a los Dragones rojos para disputar los test matches de fin de año 2017 y debutó contra los Wallabies. Hasta el momento lleva 13 partidos jugados y un try marcado.

## Palmarés
- Campeón del Torneo de las Seis Naciones de 2019.